# برد اشلگل
برد اشلگل (انگلیسی: Brad Schlegel؛ زادهٔ ۲۲ ژوئیهٔ ۱۹۶۸) بازیکن هاکی روی یخ اهل کانادا بود.
از باشگاه‌هایی که در آن بازی کرده‌است می‌توان به کلگری فلیمس اشاره کرد.